# ニトラゾラム
ニトラゾラム（英：Nitrazolam）は、ベンゾジアゼピン (BZD) 誘導体であるトリアゾロベンゾジアゼピン (TBZD) であり、デザイナードラッグとしてオンラインで販売されている。
クロナゾラムやフルニトラゾラムと密接な関係にあり、ベンゼン環の塩素基またはフッ素基がそれぞれ1つ取り除かれている点が異なるだけである。
マウスを用いた研究では、ニトラゾラムは電気刺激誘発強直性伸筋痙攣の受容体拮抗薬としての作用はジアゼパムの数倍強いが、立ち直り反射を阻害する効果はジアゼパムより弱いことが示された。
ニトラゾラムは、ポリマー担持試薬を使用した標準物質のマイクロスケール合成を実証するための例示試薬として使用されている。

## 法的位置付け

### イギリス
イギリスでは、ニトラゾラムは2017年5月の1971年薬物乱用法の改正により、他のいくつかのデザイナーベンゾジアゼピン系薬物とともにクラスC薬物に分類された。